# California (chanson)
Pour les articles homonymes, voir California.
Singles de Mylène Farmer
L'Instant X
(1995) Comme j'ai mal
(1996)
California est une chanson de Mylène Farmer, sortie en single le 26 mars 1996 en tant que troisième extrait de son quatrième album, Anamorphosée.
Sur une musique douce mais rythmée de Laurent Boutonnat, Mylène Farmer décrit le besoin d'exil et d'anonymat qui l'a poussée à partir en Californie au milieu des années 1990, mêlant plusieurs mots en anglais dans ce texte en français.
Réalisé par Abel Ferrara, le clip, très sulfureux, présente la chanteuse incarnant deux personnages différents : une prostituée et une bourgeoise. Tourné sur Sunset Boulevard avec de vraies prostituées et l'acteur américain Giancarlo Esposito, ce clip demeure l'un des clips français les plus chers (il a coûté plus de 600 000 euros).
La chanson connaît un grand succès en France, se classant no 1 des diffusions radio pendant trois semaines au printemps 1996, mais aussi en Russie et en Europe de l'Est, devenant l'un des titres emblématiques de Mylène Farmer.

## Contexte et écriture
Après l'échec du film Giorgino de Laurent Boutonnat en 1994, Mylène Farmer part à Los Angeles pendant neuf mois en compagnie de Jeff Dahlgren, héros de Giorgino et guitariste rock. En recherche d'anonymat, la chanteuse se teint les cheveux en blond et découvre les grands espaces américains, et plus particulièrement la Californie : « J'avais besoin de cette idée d'espace, de perte d'identité pour pouvoir me retrouver ».

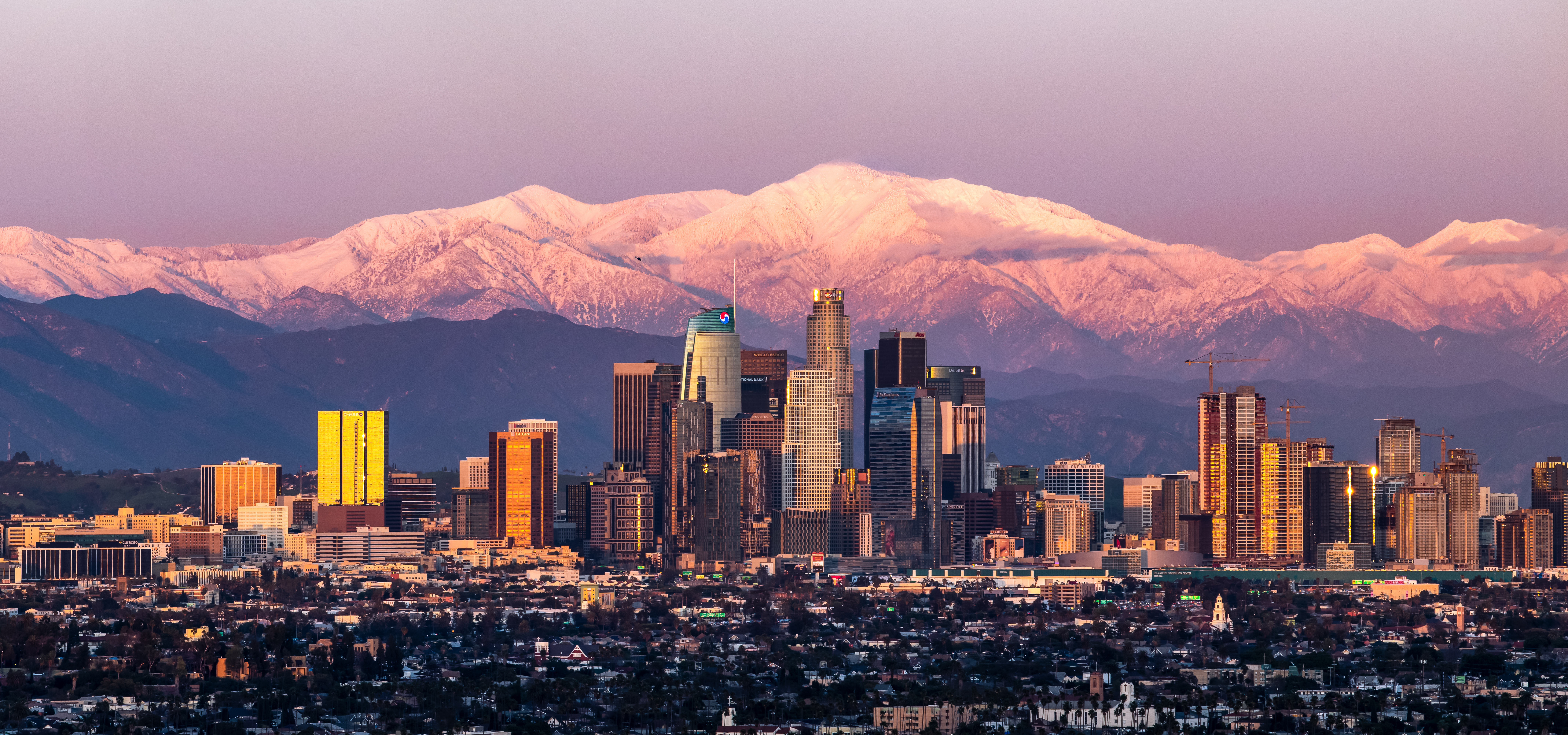
Los Angeles, en Californie.

Commençant à travailler sur un nouvel album, elle écrit le texte de California sur une musique douce mais rythmée de Laurent Boutonnat, décrivant son besoin d'exil et sa découverte de cet État américain. Insérant plusieurs mots anglais au sein d'un texte en français, à la manière de Serge Gainsbourg, elle détourne quelques vers du Pont Mirabeau d'Apollinaire : « Vienne la nuit, sonne l'heure, les jours s'en vont, je demeure » devient alors « Vienne la nuit et sonne l'heure et moi je meurs, entre apathie et pesanteur où je demeure »). 
La phrase « Dans l'rétro, ma vie qui s'anamorphose » inspirera le nom de l'album, Anamorphosée. Celui-ci sort le 17 octobre 1995 et marque un changement radical, autant dans le fond (avec des textes plus lumineux) que dans la forme (des musiques rock influencées par le son américain et une image très sexy et féminine).

Après le succès de deux premiers extraits au son très rock, XXL et L'instant X, c'est la ballade California qui est choisie en tant que troisième single de l'album Anamorphosée.

## Sortie et accueil critique
Le single sort le 26 mars 1996, alors que l'album Anamorphosée figure toujours dans le Top 10 des meilleures ventes.

Une photo de Claude Gassian illustre la pochette, présentant la chanteuse sur une voie ferrée. Pour l'édition internationale, c'est une photo plus sexy de Herb Ritts qui sera préférée.

### Critiques
- « Un bijou torride. » (Ciné Télé Revue)[6]
- « Les effets du texte font souvent penser à l'univers de Gainsbourg. » (La Dernière Heure)[3]
- « Un titre inoubliable. » (La Provence)[7]
- « California est extrêmement abouti, les paroles mêlent l'esprit d'Apollinaire aux anglicismes, jonglant avec les sons, les sigles, les onomatopées. »[8]
- « L'extrait le plus marquant de l'album. »[9]
- « Un rythme lancinant aux sonorités anglo-saxonnes. »[10]
- « Un morceau d'anthologie, un petit bijou musical tout en subtilité. »[11]

## Vidéo-clip

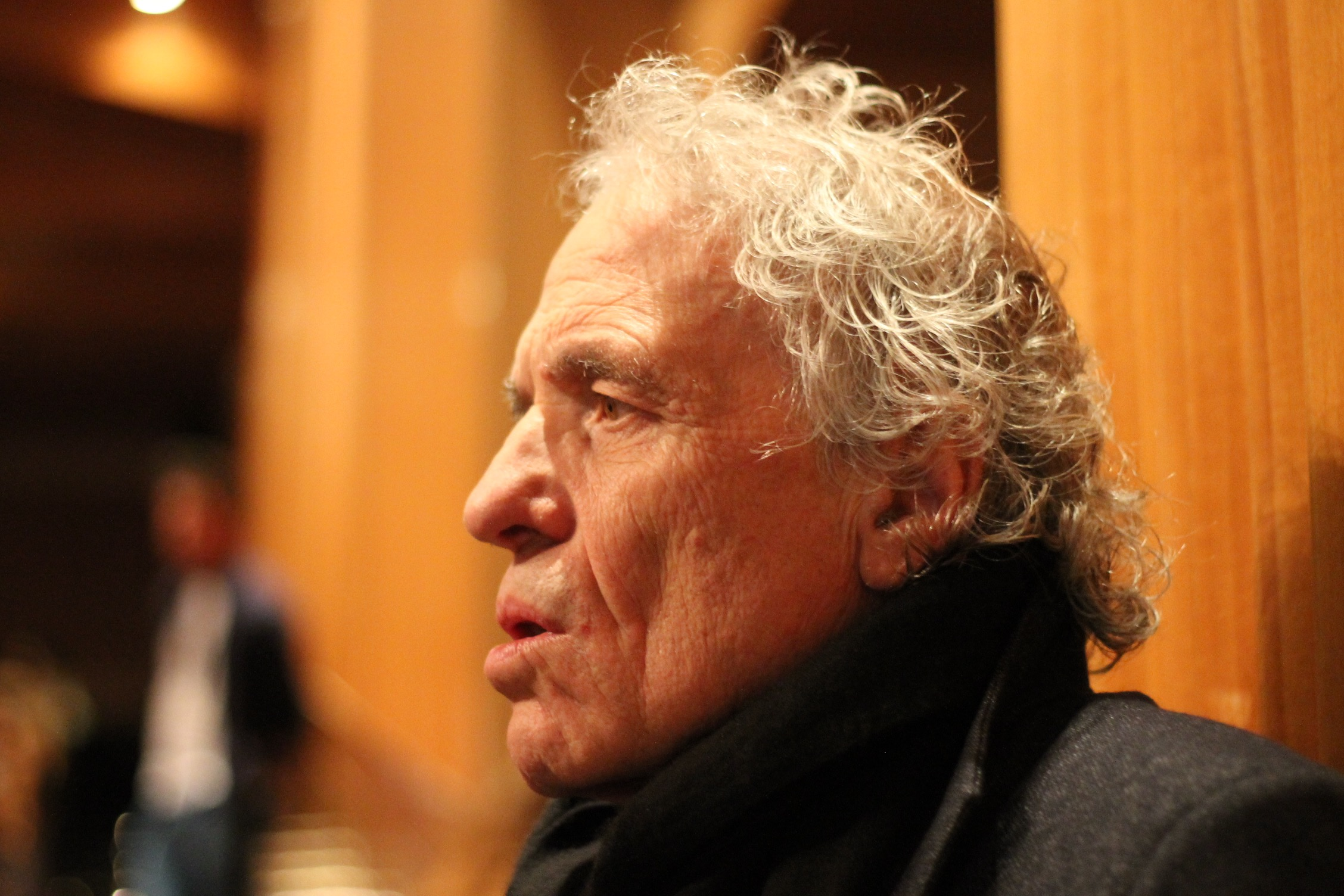
Le réalisateur américain Abel Ferrara.

Afin de réaliser ce clip, Mylène Farmer tient absolument à faire appel à Abel Ferrara, un réalisateur new-yorkais connu pour ses films sulfureux, dont Bad Lieutenant et Snake Eyes avec Madonna.
Souhaitant jouer une prostituée, la chanteuse travaille sur le scénario avec le réalisateur, lui proposant l'idée du double. Le clip présente ainsi un jeu de miroir entre deux femmes (toutes deux jouées par Mylène Farmer) que tout semble opposer mais qui finissent par ne devenir qu'une. Le scénario a notamment été inspiré par le film Belle de jour de Luis Buñuel, avec Catherine Deneuve.
Le clip, dans lequel figure l'acteur américain Giancarlo Esposito, a été tourné en trois jours en février 1996 à Los Angeles, notamment sur Sunset Boulevard, avec de vraies prostituées, mais aussi à l'hôtel Château Marmont.
D'un budget de 600 000 euros, il demeure l'un des clips français les plus chers de l'histoire.

### Synopsis

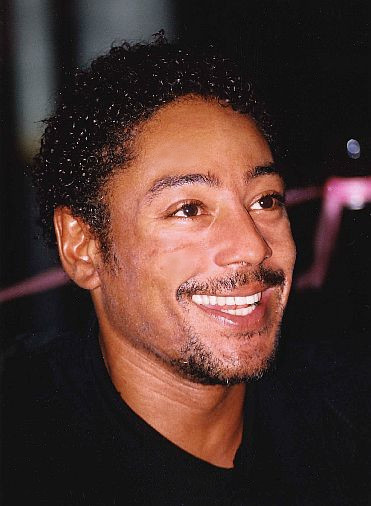
L'acteur américain Giancarlo Esposito.

Dans un appartement luxueux, une bourgeoise s'apprête à se rendre à une soirée mondaine en compagnie de son élégant époux. 
Au même moment, dans un motel miteux, une prostituée en compagnie de son proxénète se prépare elle aussi à sortir. 
Après avoir fait l'amour, chaque couple part. La bourgeoise monte dans une voiture décapotable, tandis que la prostituée rejoint son trottoir. Au bout d'un moment, la voiture passe sur Sunset Boulevard, où travaille la prostituée, et ralentit à cause du trafic. Le regard des deux femmes se croisent. Très troublées, elles se fixent silencieusement.

Voyant que la prostituée n'accoste pas les clients, le proxénète s'approche d'elle et la menace avec un couteau. La bourgeoise s'apprête à intervenir, mais son mari la retient et fait démarrer la voiture : celui-ci se fait alors gifler par la jeune femme qui se mure dans le silence. 

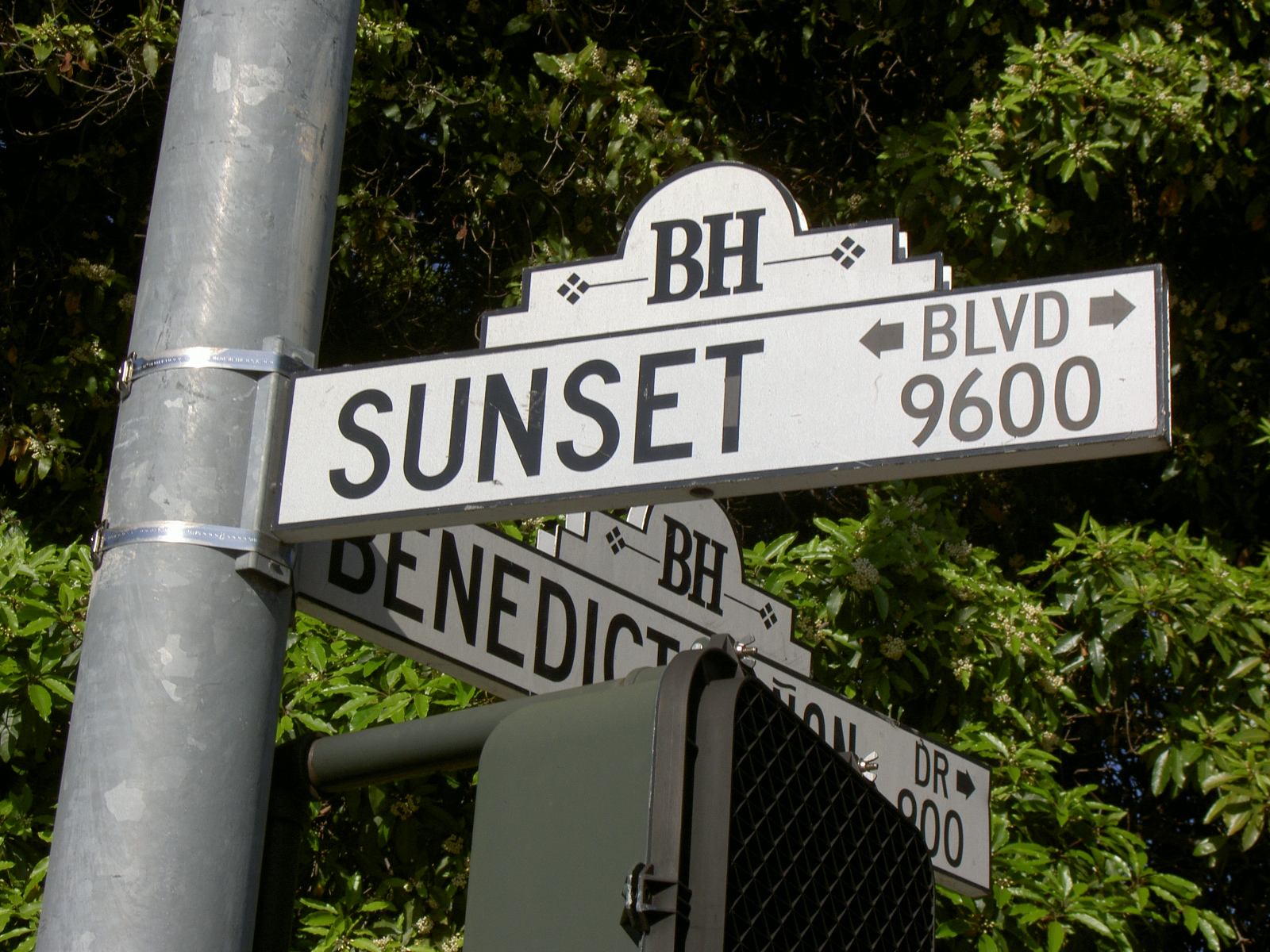
Le clip a été tourné sur Sunset Boulevard.

À leur arrivée à la soirée mondaine, le couple est photographié et applaudi, et affiche un grand sourire de circonstance. N'arrivant pas à penser à autre chose, la jeune femme s'éloigne discrètement et se dirige vers les toilettes. Après s'être longuement regardée dans le miroir, elle transforme de façon provocante sa coiffure et sa tenue de cocktail, et retourne sur Sunset Boulevard. 
Constatant que la prostituée a été assassinée, elle décide de prendre sa place et part avec le proxénète dans le motel. 
Alors que celui-ci commence à l'embrasser, elle défait lentement ses cheveux et le tue en lui assénant de violents coups d'épingle à cheveux.

### Sortie et accueil
Le clip est diffusé en exclusivité le 20 mars 1996 dans l'émission Fanzine sur M6.
- « Mylène Farmer a encore frappé. Son nouveau clip, réalisé par le sulfureux Abel Ferrara, nous la présente plus sexy et provocante que jamais. » (La Nouvelle République des Pyrénées)[12]
- « Tons chauds zébrés par les néons de L.A, images sulfureuses, Farmer pute et bourge à la fois, le réalisateur de Bad Lieutenant a conservé l'univers trouble de la chanteuse. En y ajoutant sa griffe américaine. » (VSD)[13]
- « Un nouvel univers aussi torride que glauque. » (Super)[14]
- « Le nouveau clip de Mylène Farmer est aussi sulfureux que ceux du passé. » (Ciné Télé Revue)[15]
- « Mylène Farmer est sans nul doute la reine des images fortes, savamment teintées de sensualité et d'érotisme. » (Ici Paris)[16]
- « Entre les mains du réalisateur américain, on sent désormais que la "petite catin" joue désormais dans la cour des grandes. » (Playboy)[17]
- « Comme John Landis (Thriller), Ferrara empoigne la forme clippesque pour se l'approprier [...] La photographie, légèrement esthétisante, ne nuit pas à l'excellence de la construction narrative, tirée au cordeau. » (Cinéastes)[18]
- « L'atmosphère du clip est suggestive, chaude et venimeuse, et Mylène réalise une fois de plus une réelle performance d'actrice. »[19]

## Promotion
Mylène Farmer n'interprète California qu'une seule fois à la télévision, le 18 mai 1996 dans Les années Tubes sur TF1, effectuant une danse très lascive contre le danseur David Matiano.

## Classements hebdomadaires
Dès sa sortie, la chanson connaît le succès, atteignant la 7e place du Top 50 où elle reste classée durant 17 semaines.

No 1 des diffusions radio pendant trois semaines, California est la 7e chanson la plus diffusée de l'année 1996 en France, et connaît également un grand succès en Russie et en Europe de l'Est.
En 2018, California atteint la 5e place des ventes de singles en France à la suite de la réédition du Maxi 45 tours par Universal.
| Classement (1996)   | Meilleure position |
| ------------------- | ------------------ |
| Belgique - Wallonie | 22                 |
| Europe              | 35                 |
| France (Ventes)     | 7                  |
| France (Radios)     | 1                  |
| Québec              | 7                  |

| Classement (2018) | Meilleure position |
| ----------------- | ------------------ |
| France (Ventes)   | 5                  |

## Liste des supports
| 1. | California (Radio Edit)                 | 3:58 |
| 2. | California (Ramon Zenker's Radio Remix) | 3:55 |

| 1. | California (Single version)                                       | 3:58 |
| 2. | California (Megalo Mania Remix, par Nils Ruzicka)                 | 6:47 |
| 3. | California (Wandering Mix)                                        | 6:10 |
| 4. | California (L.A.P.D. Club Remix)                                  | 6:55 |
| 5. | California (Ramon Zenker's Radio Remix)                           | 5:55 |
| 6. | California (Gaspar Inc. Remix, par Niki Gasolino et Peter Parker) | 5:20 |

| A.  | California (Megalo Mania Remix, par Nils Ruzicka)                 | 6:47 |
| B1. | California (Wandering Mix)                                        | 6:10 |
| B2. | California (Gaspar Inc. Remix, par Niki Gasolino et Peter Parker) | 5:20 |
| A.  | California (L.A.P.D. Club Remix)                                  | 6:55 |
| B1. | California (Version Single)                                       | 4:58 |
| B2. | California (Ramon Zenker's Radio Remix)                           | 5:55 |

| 1. | California (Radio Edit)                           | 4:12 |
| 2. | California (Megalo Mania Remix, par Nils Ruzicka) | 6:47 |
| 3. | California (Wandering Mix)                        | 6:10 |
| 4. | California (L.A.P.D. Club Remix)                  | 6:55 |

## Crédits
- Paroles : Mylène Farmer
- Musique : Laurent Boutonnat
- Programmation : Fred Attal
- Mixage : Bertrand Châtenet
- Guitares : Jeff Dahlgren
- Basses : Abraham Laboriel
- Batteries : Denny Fongheiser
- Claviers : Laurent Boutonnat[30]

## Interprétations en concert

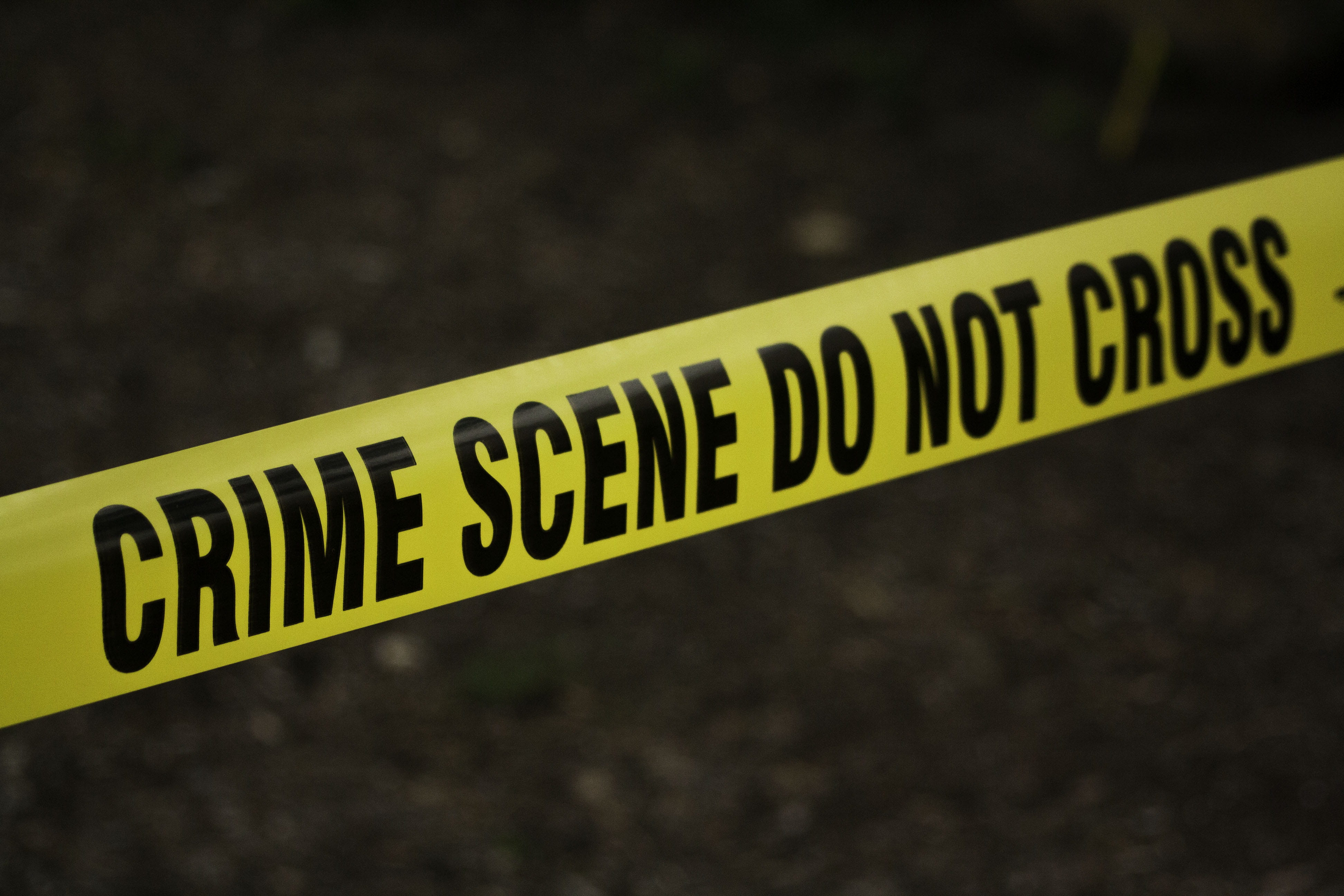
En 2006, ces bandeaux apparaissent sur écran géant.

Mylène Farmer interprète California pour la première fois en concert lors de son Tour 1996, proposant la version Wandering Mix, sur laquelle elle effectue une chorégraphie seule, avant d'être rejointe par deux danseuses.
Lors du Mylénium Tour en 1999, elle chante le titre dans une version jazzy entourée de ses deux choristes.
En 2006, pour son spectacle Avant que l'ombre… À Bercy, elle l'interprète seule, tandis que des bandeaux "Crime Scene Do Not Cross" apparaissent sur écran géant, rappelant une des scènes du clip.
Pour son Tour 2009, elle ne chante California que lors de ses concerts en Stades.
Absente de Timeless 2013, la chanson est de nouveau interprétée lors de la résidence de Mylène Farmer à Paris La Défense Arena en 2019, sur laquelle elle effectue une chorégraphie entourée de quatre danseuses. 

## Albums et vidéos incluant le titre

### Albums de Mylène Farmer
| Année | Album                        | Version                                     | Durée     | Certifications de l'album   |
| 1995  | Anamorphosée,                | Version Album Instrumental (réédition 2022) | 4:58      | Diamant · Platine · Platine |
| 1997  | Live à Bercy                 | Live 1996                                   | 7:30      | 3 × Platine · Or · Or       |
| 2000  | Mylénium Tour                | Live 1999                                   | 5:27      | 2 × Platine · Or            |
| 2001  | Les mots                     | Version Album                               | 4:58      | Diamant · 2 × Platine · Or  |
| 2003  | RemixeS                      | Romain Tranchart & Rawman Remix             | 6:17      | Or                          |
| 2006  | Avant que l'ombre... À Bercy | Live 2006                                   | 5:19      | Or                          |
| 2019  | Live 2019                    | Live 2019                                   | 6:10      | Platine                     |
| 2020  | Histoires de                 | Live 2006                                   | 5:23      | Platine                     |
| 2021  | Plus grandir                 | Radio Edit Vidéo-clip                       | 4:14 5:18 | Platine                     |
| 2024  | Remix XL                     | Arthur Baker Remix                          | 7:18      |                             |
| 2025  | 86-97                        | Version Album                               | 5:01      |                             |

### Vidéos de Mylène Farmer
| Année | Vidéo                        | Version    | Durée | Certifications de la vidéo         |
| 1997  | Music Videos II (VHS)        | Vidéo-clip | 5:18  | -                                  |
| 1997  | Live à Bercy                 | Live 1996  | 6:52  | Diamant (VHS) · Diamant (DVD)      |
| 2000  | Mylénium Tour                | Live 1999  | 5:27  | Diamant (VHS) · Diamant (DVD) · Or |
| 2001  | Music Videos II & III (DVD)  | Vidéo-clip | 5:18  | Diamant                            |
| 2006  | Avant que l'ombre... À Bercy | Live 2006  | 5:19  | Diamant                            |
| 2010  | Stade de France              | Live 2009  | 5:20  | Diamant · Or                       |
| 2019  | Live 2019                    | Live 2019  | 6:10  | Diamant                            |

## Reprises
La chanson a été reprise notamment par :
- 2011 : Sirius Plan[65].
- 2012 : le duo français Mutine[66].
- 2018 : Christine and the Queens pour l'émission Taratata 100% Live[67].
- 2023 : Juliette Armanet lors de l'Hyper Weekend Festival à la Maison de la Radio et de la Musique[68].